# Carlo Alfonso Pellizzoni
Carlo Alfonso Maria Pellizzoni o Pelizzoni (Milano, 1734 – Solaro, 16 gennaio 1818) è stato un poeta e religioso italiano.
Figlio del giureconsulto Giuseppe Pellizzoni e di Rosa Grimoldi, studiò filosofia e teologia in un collegio di Gesuiti dove, già nei suoi primi anni di vita, dimostrò propensione per la poesia. Scrisse i primi versi in italiano, satirici e provocatori a vent'anni.
Ordinato sacerdote si trasferì a Solaro nel 1757 dove gli fu affidata la Cappellania dell'Oratorio dei Santi Ambrogio e Caterina, ereditata da uno zio paterno dopo la morte di questi. Solaro era all'epoca un paese molto povero, i cui abitanti erano completamente soggiogati dai proprietari terrieri. Egli scrisse di questo paese nei suoi componimenti dialettali prendendo di mira con ironia i suoi abitanti descrivendone difetti e vizi, facendo emergere chiaramente le misere condizioni di vita di Solaro in quel periodo.
Morì improvvisamente il 16 gennaio del 1818.